# آرفوی سن-پیریست
آرفوی سن-پیریست (به فرانسوی: Arpheuilles-Saint-Priest) یک کمون در فرانسه است که در canton of Marcillat-en-Combraille واقع شده‌است. آرفوی سن-پیریست ۲۰٫۰۲ کیلومتر مربع مساحت دارد ۳۴۰ متر بالاتر از سطح دریا واقع شده‌است.